# Pomnik-mauzoleum Władysława Hibnera, Władysława Kniewskiego i Henryka Rutkowskiego

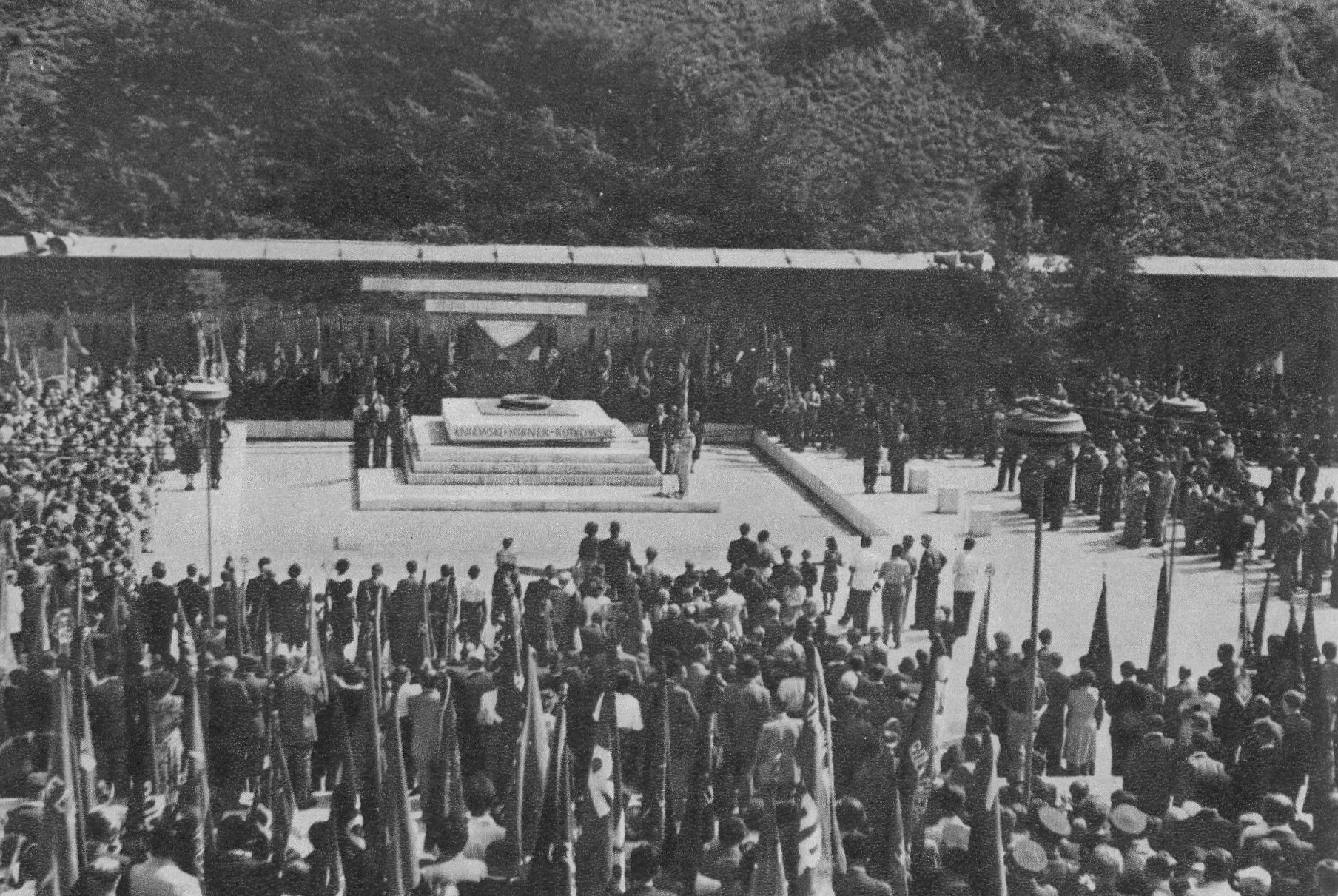
Uroczystość odsłonięcia pomnika 20 sierpnia 1950

Pomnik-Mauzoleum Władysława Hibnera, Władysława Kniewskiego i Henryka Rutkowskiego – monument, który w latach 1950−2018 znajdował się przy północnym murze Cytadeli na terenie obecnego parku Fosa i Stoki Cytadeli w Warszawie.

## Opis
Pomnik upamiętniał trzech komunistów, Władysława Hibnera, Władysława Kniewskiego i Henryka Rutkowskiego, którzy zostali rozstrzelani w tym miejscu 21 sierpnia 1925 roku. Z inicjatywą uczczenia ich pamięci w 25. rocznicę śmierci przez wybudowanie mauzoleum oraz urządzenie parku ich imienia wystąpił Komitet Wojewódzki KC PZPR. Monument został zaprojektowany przez Zygmunta Stępińskiego i Kazimierza Marczewskiego. Równocześnie powstał park im. Kniewskiego, Hibnera i Rutkowskiego (obecnie park Fosa i Stoki Cytadeli). 
Monument miał kształt sarkofagu z granitu przykrytego płytą z laurowym wieńcem. Przypominał Mauzoleum Lenina w miniaturze. Na przedniej ścianie sarkofagu umieszczono nazwiska rozstrzelanych. W mur Cytadeli wmurowano dwie tablice o treści:

Wieczna chwała bohaterom, którzy padli w walce
 o Polskę socjalistyczną.

W tym miejscu
 21 VIII 1925 roku
 rozstrzelani zostali z rozkazu zbrodniczych rządów
 burżuazji mężni żołnierze KPP i KZMP
 Władysław Hibner
 Władysław Kniewski
 Henryk Rutkowski.

Monument został wzniesiony w ciągu 40 dni, do jego budowy zużyto 300 ton granitu i 1200 kg brązu. Został odsłonięty 20 sierpnia 1950 roku w obecności premiera Józefa Cyrankiewicza, wicepremiera Hilarego Minca i innych członków Biura Politycznego KC PZPR.
Zdewastowane upamiętnienie przez długi czas pozostawało częściowo zachowane. Zostało całkowicie rozebrane w 2018 roku.